# Neoplasticismo
Neoplasticismo foi o movimento artístico de vanguarda capitaneado por Piet Mondrian, relacionado à arte abstrata.

## Características do neoplasticismo
O neoplasticismo defendia uma total limpeza espacial para a pintura, reduzindo-a a seus elementos mais puros e buscando suas características mais próprias. Muitos de seus ideais foram expostos na revista De Stijl (O Estilo).
A necessidade de ressaltar o aspecto artificial da arte (criação humana) fez com que os artistas deste movimento (notadamente Mondrian e Theo van Doesburg) usassem apenas as cores primárias (vermelho, amarelo, azul) em seu estado máximo de saturação (artificial), assim como o branco e o preto (inexistentes na Natureza, o primeiro sendo presença total e o segundo ausência total de luz). Embora muitos vejam o neoplasticismo como produto da revolta moral contra a violência irracional que assolava a Europa, alguns outros fatores foram essenciais para o nascimento do movimento, como o cubismo, que desfigurou os modos tradicionais de representação; o idealismo e a austeridade do protestantismo holandês; o viés místico da teosofia, movimento do qual Piet Mondrian era membro.

## Influência teosófica
O movimento teosófico, fundado por Helena Petrovna Blavatsky (1831-1891), alegava ter resolvido o conflito entre espiritualidade e ciência (conflito evidenciado, principalmente, pela teoria da evolução de Darwin) ao aplicar o conceito de evolução a uma escala cósmica — todo o universo estaria evoluindo, não só as espécies, e nós estaríamos vivendo sucessivas encarnações rumo à perfeição. A teosofia exerceu grande influência no trabalho do matemático M.H.J. Schoenmaekers, especialmente no tratado "Matemática Expressiva", que influenciou fortemente a concepção artística de Piet Mondrian na fase inicial do neoplasticismo.
Como resultado, o De Stijl era visto por seus integrantes como mais do que um estilo artístico, possuindo um caráter quase messiânico, sendo uma forma de filosofia e religião. Seus ideais primários eram promover uma síntese místico-racional, uma busca pela ordem, pela harmonia perfeita existente que poderia ser acessível ao homem (e à sociedade) desde que este se subordinasse a ela. Trata-se, portanto, de uma missão de caráter ético-espiritual, a tentativa de alcançar a "beleza universal" citada por Mondrian.
Essa harmonia, essa ordem perfeita e universal poderia ser alcançada, segundo os membros do De Stijl, com a obediência às leis que regem a produção artística, que previam uma arte não-figurativa pois, "como representação pura do espírito humano a arte expressar-se-á numa forma esteticamente purificada, vale dizer, abstrata".
Como tal, visando a expressão de um princípio universal, o neoplasticismo bania o individualismo excessivo (presente na arte figurativa) e reduzia a pintura aos elementos constitutivos da linha, do espaço, da cor (segundo Theo Van Doesburg, "o quadrado é para nós o que a cruz era para os antigos cristãos"). Nas palavras do próprio Mondrian:
| “ | Uma expressão individual não se torna uma expressão universal por meio da representação figurativa, que se baseia em nossa concepção do sentimento, seja clássica, romântica, religiosa ou surrealista. | ” |

A arte não-figurativa, forma encontrada para atingir a "expressão universal", não é, todavia, fruto do inconsciente, do Id Freudiano, de lembranças individuais e pré-natais. Esta forma de expressão artística é fruto da intuição pura, do pensamento puro, embora tanto Mondrian quanto Van Doesburg admitam que os estímulos do mundo exterior são indispensáveis, pois eles provocam o desejo de criação, o desejo de tornar concreto (através da obra de arte) aquilo que só podemos sentir de forma vaga e imprecisa, mas que é inerente à vida e subjacente à realidade visível.
Um paralelo pode ser traçado entre esse sentimento voltado para a essência, além da representação figurativa, e o pensamento artístico de Platão — em certa medida, o De Stijl corrobora o pensamento do filósofo grego acerca dos méritos da arte enquanto cópia do mundo físico ("cópia da cópia", segundo Platão), colocando o "mundo das idéias" (na visão do De Stijl, o princípio uno essencial harmônico) como prioritário.
É importante ressaltar que os participantes do De Stijl, em especial Piet Mondrian, não concebiam a arte abstrata como sendo antagônica ou oposta à natureza. Para os artistas, a arte abstrata opõe-se à natureza animal e primitiva do homem, uma natureza grosseira que não corresponde à verdadeira natureza humana, encontrada nas leis universais, na essência que os neoplasticistas objetivavam alcançar.
De forma  alternativa, a concepção do De Stijl como uma tentativa de atingir o mundo como "Coisa-em-si" também é justificável, embora uma ressalva importante tenha de ser feita — enquanto Schopenhauer caracteriza o mundo como "Coisa-em-si" como incognoscível e caótico, cuja única força motriz é a Vontade, os teóricos do neoplasticismo afirmavam que esse estado, a "Coisa-em-si", era dotado da mais perfeita harmonia e equilíbrio, podendo ser alcançado através de um processo de ‘purificação’.

## Estética
A redução a formas elementares, neutras, que por si só não provocam qualquer reação individual — as linhas retas e cores primárias — nos  leva a duas outras preocupações essenciais dos teóricos do De Stijl: a ênfase estrutural e a necessidade vital do equilíbrio assimétrico.
Para Mondrian, o "mais puro de todos os membros" (na opinião de H.B. Chipp), "a beleza universal não surge do caráter particular da forma, mas sim do ritmo dinâmico (…) das relações mútuas das formas."
Rejeitando a simetria, os membros do De Stijl procuravam então, através da combinação de linhas e ângulos retos, um equilíbrio dinâmico que tocasse a "beleza universal", provocando a emoção de beleza que, por sua própria característica, é "cósmica" e "universal".
Pelo equilíbrio assimétrico, entende-se o comportamento dos artistas em atribuir valores semelhantes a combinações de linhas e cores diferentes, balanceando suas composições. Este exercício quase matemático transforma a tela em um plano e transforma o dualismo conteúdo-forma em uma unidade inseparável. A noção de unidade é fundamental — as relações equilibradas devem ser a mais pura representação do caráter universal da ordem, da harmonia e da unidade, características que também estão presentes na mente (se focalizarmos nela, seremos capazes de ver a unidade natural).
Este dualismo conteúdo-forma é apenas um entre os vários dualismos tratados por Mondrian em seus escritos. Para o pintor holandês, o neoplasticismo tinha como missão reconciliar o dualismo matéria-espírito, além de resolver o dualismo entre individual e coletivo, resultado de uma visão artística onde a expressão pela arte deve refletir a consciência temporal do homem e vice-versa.
Para Van Doesburg e Mondrian, portanto, o De Stijl estaria cumprindo o papel de resolver o questionamento do homem moderno e ilustrar o desenvolvimento da consciência do homem do individual para o universal, a rejeição da ênfase no individualismo (o neoplasticismo seria, de certa forma, a primeira expressão artística puramente plástica porque não aceitava a predominância da consciência individual). Nas palavras de Van Doesburg:
| “ | Aquilo que se expressa positivamente na plasticidade moderna — uma proporção equilibrada do peculiar e da generalidade — manifesta-se mais ou menos também na vida do homem moderno e constitui a causa original da reconstrução social de que somos testemunhas. | ” |

A composição, como forma principal de expressão pela pintura, não renuncia ao elemento humano, permitindo ao artista expressar sua subjetividade enquanto for necessário, dando certa liberdade de escolha quanto à disposição dos elementos e do ritmo. O que ocorre é a redução drástica dessa influência individual, aumentando significativamente o caráter universal da obra.

## Arquitetura
Vale ressaltar, como último ponto fundamental da doutrina neoplástica, a visão sintética das artes. Segundo a análise de H.B. Chipp da ótica do movimento, "no futuro, a materialização concreta dos valores pictóricos suplantará a arte. Então, já não precisaremos de quadros, pois viveremos no meio da arte realizada."
Essa aproximação das artes revela-se nitidamente na grande participação e influência de arquitetos no De Stijl e no trabalho conjunto de Theo Van Doesburg, com muitos deles visando a produção de um ambiente que fosse em si mesmo uma expressão artística.
Dentre as obras arquitetônicas do De Stijl, a "Casa Schröder" projetada por Thomas Gerrit Rietveld (1888–1964), artista extremamente fiel às premissas teóricas do movimento, é uma das mais típicas — construída em Utrecht, em 1923-24, caracteriza-se pelo uso de linhas retas, planos e cores básicas como elementos constitutivos, "uma casa que se diria feita não para, e sim pelos moradores, utilizando elementos pré-fabricados",  abolindo elementos ornamentais, com superfícies lisas, rejeitando a aparência rústica (conforme pregou Mondrian em sua obra "Le Néo-plasticisme: principe général  de l’équivalence plastique").
A preocupação estrutural, em detrimento de quaisquer floreios ornamentais, expressa-se, portanto, não só na pintura de Mondrian como na arquitetura dos adeptos do De Stijl. O racionalismo de fundo místico, partindo da premissa de uma essência harmônica universal (isto é, um conceito impessoal de Deus), opera em todos os níveis artísticos do neoplasticismo.

## Membros
Lista de importantes figuras do neoplasticismo, incluindo artistas, designers e arquitetos:
- Piet Mondrian (1872–1944)
- Theo van Doesburg (1883– 1931)
- Gerrit Rietveld (1888–1964)
- Ilya Bolotowsky (1907–1981)
- Marlow Moss (1890–1958)
- Amédée Ozenfant (1886–1966)
- Max Bill (1908–1994)
- Jean Gorin (1899–1981)
- Burgoyne Diller (1906–1965)
- Georges Vantongerloo (1886–1965)
- Bart van der Leck (1876–1958)